# Cañamero (kommunhuvudort)
Cañamero är en kommunhuvudort i Spanien.   Den ligger i provinsen Provincia de Cáceres och regionen Extremadura, i den centrala delen av landet, 180 km sydväst om huvudstaden Madrid. Cañamero ligger 609 meter över havet och antalet invånare är 1 626.
Terrängen runt Cañamero är kuperad norrut, men söderut är den platt. Terrängen runt Cañamero sluttar söderut. Runt Cañamero är det glesbefolkat, med 11 invånare per kvadratkilometer. Närmaste större samhälle är Guadalupe, 9,5 km nordost om Cañamero. 